# ノコギリヒラタムシ
ノコギリヒラタムシ(鋸扁虫Oryzaephilus surinamensis)は、鞘翅目ホソヒラタムシ科に属する昆虫の1種である。汎存種であり、極地を除き、地球の陸上のほぼ全域に分布している。穀粉や菓子類などを食べ、食品工場などに多く生息する。

## 名称
和名は胸部にノコギリ状の突起をもつことに由来する。別名をノコギリコクヌストともいうが、コクヌスト科の仲間ではない。タイプ標本の産地はスリナムで、種小名surinamensisはスリナムに由来する。

## 形態
成虫は体長3ミリ前後。暗褐色をしており光沢はなく、黄褐色の短毛を密生する。胸背の両側縁に和名の由来となったノコギリ状の大きな6対の突起をもつ。また胸背には3本の隆起条がある。各上翅は4本の隆起条があり間室に2点刻列がある。卵は0.6-0.8ミリほどの楕円形で乳白色をしている。幼虫はやや扁平な体をしており頭部は褐色、背面はやや硬化し黄褐色をしている。幼虫の触角は2節からなり、頭部とほぼ同じ長さである。成長した幼虫は体長4-5ミリになる。蛹は約2ミリほどで乳白色をしており、胸部と腹部の両側に刺状突起が並ぶ。

## 生態
製粉工場、飼料工場、菓子工場などに多く生息し、ビスケット、キャンディ、チョコレート、乾燥果実、干し肉など多くの食品に見い出される。麹やイーストを好んで食べるほか、他の昆虫も捕食する。
メスは5月ごろから幼虫の食物となる物などに点々と産卵する。孵化した幼虫は食物上を活発に動き回り、4齢を経てさなぎになる。成虫の寿命は通常6か月～10か月だが、長いと2年以上に及び、その間、メスは100－300ほどの卵を産む。本種は25度下で40日ほどで1世代を経過し、暖地では年に4世代以上経過していると推定されている。発育に最適な温度は30－33度である。成虫で越冬するが休眠はせず、温度が充分あれば冬でも繁殖する。
天敵として、寄生蜂のノコギリヒラタアリガタバチが知られている。このハチは本種やコクヌストモドキなどの幼虫に寄生する。

## 人間との関わり

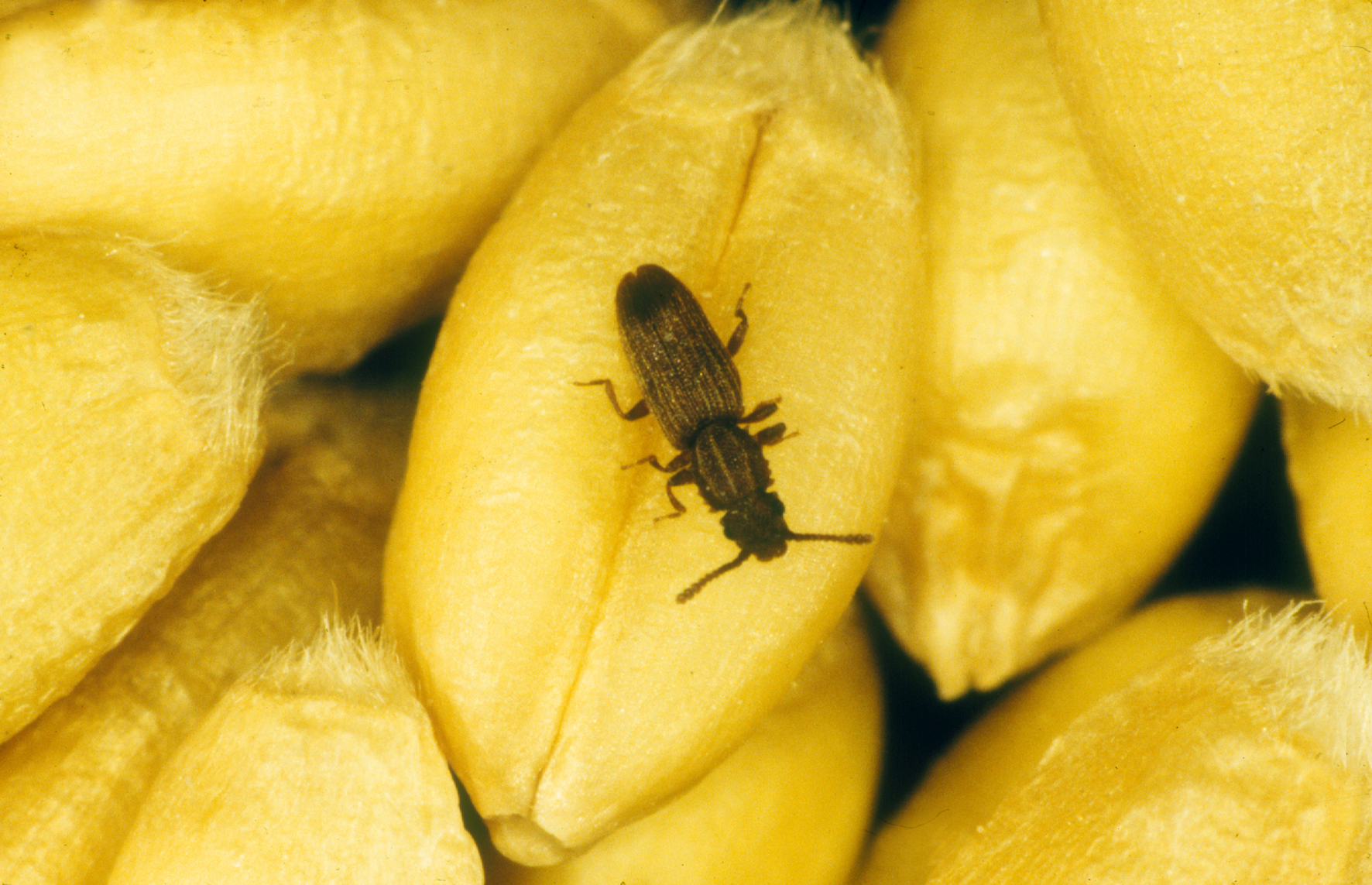
穀物上の成虫

穀類、菓子類をはじめとする各種食品の害虫であり、本種による異物混入トラブルも多いが、ヒトを刺したり、病気を伝播したりすることはない。古くは中世の清洲城跡から本種の化石が発見されているほか、江戸時代に書かれた栗本丹州の『千虫譜』や、吉田雀巣庵の『虫譜』にも記載がみられる。

## 近縁種
日本に分布するノコギリヒラタムシ属の昆虫は本種とオオメノコギリヒラタムシO. mercator (Fauvel, 1889)の2種である。
オオメノコギリヒラタムシは本種より複眼が大きく、また本種に比べ低温や乾燥に弱い。オオメノコギリヒラタムシも世界に広く分布し、日本では主に輸入穀類から発見される。